# Canal de Lens
Der Canal de Lens (deutsch: Lens-Kanal) ist ein französischer Schifffahrtskanal, der im Département Pas-de-Calais in der  Region Hauts-de-France verläuft. Er wird manchmal auch Canal de la Souchez genannt. 

## Verlauf
Es handelt sich um einen Kanal vom Typus Stichkanal, der bei Courrières von der kanalisierten Deûle, die heute Teil des Großschifffahrtsweges Dünkirchen-Schelde ist, abzweigt und nach 8,5 Kilometern den Hafen der Stadt Lens erreicht. Hier wird er vom Fluss Souchez mit Wasser dotiert. Der Kanal benötigt keine Schleusen.

### Koordinaten
- Ausgangspunkt des Kanals: 50° 28′ 8″ N, 2° 56′ 48″ OKoordinaten: 50° 28′ 8″ N, 2° 56′ 48″ O
- Endpunkt des Kanals: 50° 26′ 0″ N, 2° 51′ 6″ O

### Orte am Kanal
- Courrières
- Harnes
- Noyelles-sous-Lens
- Lens

## Geschichte
Der ursprünglich 11 Kilometer lange Kanal wurde Ende des 19. Jahrhunderts in Betrieb genommen und diente dazu, die in der Stadt Lens geförderte Steinkohle per Frachtschiff abzutransportieren. Seit der Stilllegung der Kohlengruben hat er seine Bedeutung weitgehend verloren. Der im Stadtgebiet verlaufende Teil wurde zwischenzeitlich zugeschüttet, sodass heute nur 8,5 Kilometer übrig geblieben sind.